# José Camarón Boronat
Pour les articles homonymes, voir Boronat.
José Camarón Boronat — également appelé José Camarón Bonanat, selon les biographes —, né le 18 mai 1731 à Segorbe (Valence, Espagne) et mort le 14 juillet 1803  à Valence, est un peintre, dessinateur et graveur espagnol.

## Biographie

### Jeunesse et formation
Né le 18 mai 1731 à Segorbe dans la région de Valence, José Camarón Boronat fait partie d'une famille d'artistes : son père, Nicolás Camarón (es), est sculpteur et architecte et ses fils, Manuel et José Camarón Meliá, deviendront peintres.
Il commence ses études artistiques avec son père. À la mort de celui-ci, alors que José a dix-huit ans, il les poursuit avec son oncle, Eliseo Boronat, peintre de miniatures, et avec le frère dominicain et peintre rococo Miguel Posadas (es).
En 1752, il s'installe à Madrid pour poursuivre ses études.

### Carrière
Dans sa première période, José Camarón Boronat se consacre à la peinture de paysage, peint des miniatures et copie les maîtres baroques tels que Titien, Rubens, Van Dyck et Murillo. En 1754, il retourne à Valence, où il est nommé professeur de peinture à l'Académie des beaux-arts de Santa Bárbara (es), récemment créée, qui donnera naissance à l'Académie royale des beaux-arts de San Carlos en 1768 par la médiation de Charles III. L'Académie royale des Beaux-Arts Saint-Ferdinand à Madrid l'accepte en 1762 comme membre émérite, et en 1765 il est nommé directeur de l'Académie de Santa Bárbara, tout en maintenant ses contacts avec Madrid. Il est l'un des fondateurs de l'Académie royale de San Carlos, et c'est grâce à l'une de ses œuvres énigmatiques que l'institution obtient l'approbation du roi pour que le projet soit promu depuis la capitale.
Boronat est un ami de Francisco Pérez Bayer, qui le chargé de décorer de ses peintures l'église de Santo Tomás de Villanueva (es). Il les termine à Benicasim. Camarón est l'auteur des toiles et des fresques qui décorent l'église, sur lesquelles il travaille jusqu'en 1776. En plus de cette œuvre, Pérez Bayer lui en commande de nombreuses autres, que l'on peut trouver dans différents organismes valenciens et catalans. Camarón a également participé au cycle de peintures qui a embelli la nouvelle basilique Saint-François-le-Grand de Madrid.
Parmi ses œuvres, les fresques de la cathédrale de Segorbe, qu'il commence en 1800, sont particulièrement remarquables. Après sa mort trois ans plus tard le 14 juin 1803 à Valence, l'œuvre a été poursuivie par son fils Manuel Camarón Meliá, qui l'a achevée en 1806.

## Œuvre
L'œuvre de José Camarón Boronat se caractérise généralement par l'effet de clair-obscur, la beauté de la coloration, l'harmonie de la composition et la technique soignée, ainsi que par sa gamme chromatique aux tons doux et parfois nacrés et par ses grandes compositions résolues avec une grande maîtrise. Ses œuvres les plus appréciées aujourd'hui sont peut-être les scènes de majos, à la manière de Francisco de Goya, comme El bolero au musée du Prado. Il y représente les personnages avec un canon stylisé et des gestes délicats, dans une certaine parenté avec Luis Paret.
En plus de sa facette de peintre, José Camarón maîtrise la technique du pastel ainsi que la gravure. Un exemple de cette dernière est son estampe El Padre Eterno (« Le Père éternel »), qui reproduit le plafond peint par Francisco Bayeu vers 1791 dans l'oratoire du palais d'Aranjuez ; une copie de cette gravure se trouve au musée du Prado.
José Camarón Boronat est un peintre prolifique, aussi bien en huile sur toile qu'en dessin à la plume (les œuvres listées appartiennent et sont conservées au musée du Prado sauf mention):

### Huile sur toile
- La Dolorosa
- La muerte de san Francisco, 1789 (en dépôt à la basilique de Saint-François-le-Grand, Madrid)
- San Francisco confortado por los ángeles, 1788 (en dépôt à la basilique de Saint-François-le-Grand, Madrid)
- La conversión del lobo de Gubbio, 1789 (en dépôt à la basilique de Saint-François-le-Grand, Madrid)
- San Francisco y los pobres, firmado, 1788 (en dépôt à la basilique de Saint-François-le-Grand, Madrid)
- San Francisco, con un niño en los brazos, delante de tres damas, 1789 (en dépôt à la basilique de Saint-François-le-Grand, Madrid)
- Estigmatización de san Francisco, 1789 (en dépôt à la basilique de Saint-François-le-Grand, Madrid)
- Mujer sentada (copie)
- Mujer leyendo (copie)
- Una romería (el bolero)
- Parejas en un parque

### Dessins et gravures
José Camarón Boronat utilise différents types de support, technique et matériel, tels que gouache brune, gouache sépia, gouache sépia jaunie, plume, préparé à crayon, crayon noir, encre à plume, papier vergé jauni, papier jauni, ainsi que l'eau-forte, et sur des formats très variables :
- San Bruno (?), san Martín y el pobre, santo jesuita
- Descanso en la Huida a Egipto
- Santo Tomás de Villanueva dando limosnas
- Virgen del Rosario
- Santa monja abrazada al crucifijo
- Muerte de una santa acechada por demonios
- Cabeza femenina
- Aparición de Cristo a santa Catalina de Siena
- Sancho Panza bebiendo
- Busto de Dulcinea
- El juicio de Paris
- Salomé con la cabeza del Bautista
- Escena galante
- Mujer dando de comer a un niño
- Tentaciones de san Antonio
- Ermitaño
- La Virgen del Rosario con santo Domingo
- Muerte de una santa penitente
- La Adoración de los pastores
- Virgen de la Merced
- Virgen del Carmen
- Escena campestre
- Paisaje con ermitas y ermitaños
- La caridad romana
- Santa y tres santos arrodillados y figura de un papa con la cruz
- Adoración de los Reyes
- Interior de un templo con figuras
- Fraile sentado con niños
- San José, la Virgen y el Niño subiendo al templo
- Figura alegórica
- La Magdalena penitente
- Huida a Egipto
- Visitación de la Virgen a santa Isabel
- Techo del anteoratorio real del palacio de Aranjuez: el Padre eterno
- La Huida a Egipto
- Visitación de la Virgen a santa Isabel